# Frontière entre la Biélorussie et la Russie

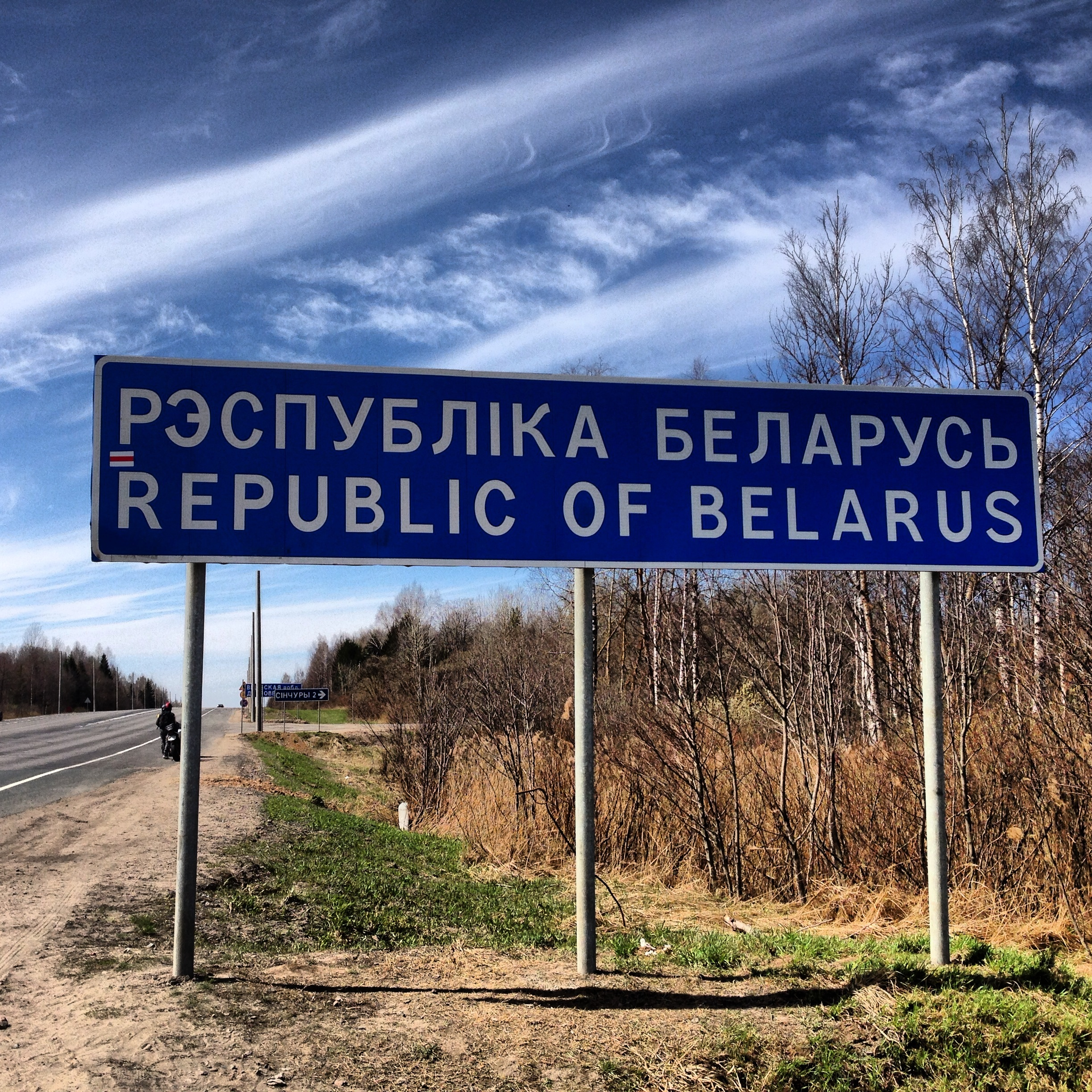
Panneau à la frontière entre la Biélorussie et la Russie

La frontière entre la Biélorussie et la Russie est la frontière séparant la Biélorussie et la Russie.
Depuis les accords de libre-échange entre les deux nations que sont l'Union douanière Russie-Biélorussie-Kazakhstan et l'Espace économique commun, la frontière est purement formelle et son passage n'est pas soumis à des contrôles douaniers.

## Passages

### Points de passages routiers
Il existe de nombreux points de passages routiers traversant la frontière. Le tableau ci-dessous reprend ceux concernant les routes européennes, du nord au sud.
| Route Européenne | Route de Biélorussie | Villes desservies | Point de passage | Villes desservies         | Route de Russie |
| ---------------- | -------------------- | ----------------- | ---------------- | ------------------------- | --------------- |
| E 95             |                      | Homiel            | Jeziaryšča       | Pskov - Saint-Petersbourg |                 |
| E 30             |                      | Brest - Minsk     | Krasnaya Gorka   | Smolensk - Moscou         |                 |

### Points de passages ferroviaires
Il existe sept points de passages ferroviaires traversant la frontière. Toutes les lignes sont à voie à écartement russe. Le tableau ci-dessous les reprend.
| Code UIC | Ligne de Biélorussie                 | Gare de Biélorussie      | Ligne de Russie                       | Gare de Russie          | Remarques                                  |
| -------- | ------------------------------------ | ------------------------ | ------------------------------------- | ----------------------- | ------------------------------------------ |
| 1070     | Ligne d'Alesca à Polotsk (pl)        | Gare d'Alesca (be)       | Ligne de Bologoïe à Polotsk (ru)      | Gare de Kliastica (ru)  | Voie unique non électrifiée. Pas de trafic |
| 1071     | Ligne d'Ezerisce à Vitebsk           | Gare d'Ezerisce (be)     | Ligne de Saint-Petersbourg à Zavereje | Zavereje (ru)           | Voie unique non électrifiée                |
| 1072     | Ligne de Zaolscha à Vitebsk (pl)     | Gare de Zaolscha (pl)    | Ligne de Smolensk à Rudnia (pl)       | Gare de Rudnia (ru)     | Voie unique non électrifiée                |
| 1073     | Ligne de Shuhovcy à Orcha (pl)       | Gare d'Osinovka (pl)     | Ligne de Smolensk à Krasnoe (pl)      | Gare de Krasnoe (pl)    | Double voie électrifiée en 25 kV           |
| 1074     | Ligne de Krytchaw à Shesterovka (pl) | Gare de Shesterovka (pl) | Ligne d'Osva à Roslavl (pl)           | Gare de Poniatovka (pl) | Voie unique non électrifiée. Ligne fermée  |
| 1075     | Ligne de Krytchaw à Jurbin (pl)      | Gare de Jurbin (pl)      | Ligne d'Osva à Roslavl (pl)           | Gare de Suraj (pl)      | Voie unique non électrifiée                |
| 1076     | Ligne de Zakopyte à Homiel (pl)      | Gare de Zakopyte (pl)    | Ligne d'Ounetcha à Zlynka (pl)        | Gare de Zlynka (pl)     | Voie unique non électrifiée                |